# برنار ژیرودو
برنار ژیرودو (فرانسوی: Bernard Giraudeau‎؛ ۱۸ ژوئن ۱۹۴۷ – ۱۷ ژوئیهٔ ۲۰۱۰) هنرپیشه، نویسنده، تهیه‌کننده، کارگردان فیلم و فیلم‌نامه‌نویس اهل فرانسه بود. وی بین سال‌های ۱۹۷۱ تا ۲۰۱۰ میلادی فعالیت می‌کرد.
از فیلم‌ها یا برنامه‌های تلویزیونی که وی در آن نقش داشته است می‌توان به تمسخر، دو مرد در شهر، پزشک، شور عشق، مارکیز، رولور، سال عروس دریایی، ماریانا اوکریا، مهمانی و کولی اشاره کرد.